# هوكسلي (تشيشير)
هوكسلي (بالإنجليزية: Huxley, Cheshire)‏ هي قرية و أبرشية مدنية تقع في المملكة المتحدة في إنجلترا.  يقدر عدد سكانها بـ 220 نسمة .